# Candidatura (política)
Una candidatura és el conjunt de candidats que, constituint una llista, es presenta en una circumscripció electoral per un partit polític, coalició de partits o agrupació d'electors, d'acord amb els criteris i requisits fixats per la llei.